# جون هارلي
جون هارلي (بالإنجليزية: Jon Harley)‏ (26 سبتمبر 1979 في المملكة المتحدة - ) هو لاعب كرة قدم بريطاني في مركز الدفاع. شارك مع منتخب إنجلترا تحت 16 سنة لكرة القدم ومنتخب إنجلترا تحت 21 سنة لكرة القدم. أما مع النوادي، فقد لعب مع تشيلسي وشيفيلد يونايتد ونادي بورتسموث ونادي بيرنلي ونادي روذرهام يونايتد ونادي فولهام ونادي واتفورد ونوتس كاونتي ووست هام يونايتد وميدستون يونايتد ونادي ويمبلدون.

## وصلات خارجية
- جون هارلي على موقع قاعدة بيانات كرة القدم.إي يو (الإنجليزية)
- جون هارلي على موقع Soccerbase.com (لاعب) (الإنجليزية)
- جون هارلي على موقع عالم كرة القدم.نت (الإنجليزية)